# Yann-Fañch Perroches
Yann-Fañch Perroches est un accordéoniste diatonique breton né en 1958. Spécialiste de la musique traditionnelle bretonne, il est à la fois un accordéoniste jouant au plus proche de la tradition et innovant sans cesse. C'est le membre fondateur des groupes Skolvan, Cocktail Diatonique ou encore Jolie Vilaine. Yann-Fañch Perroches possède un jeu influencé par le jazz, notamment au niveau de l'harmonie et de ses compositions originales.
Cet accordéoniste se distingue par son swing et une main gauche particulièrement riche. Musicien de scène, il s'est produit en solo ou en collectifs dans les festoù-noz et en concert, pour diverses créations et dans beaucoup de pays d'Europe.

## Biographie
Breton d'adoption, Yann-Fañch Perroches découvre le Morbihan dans son adolescence, habitant à Cléguer. Il découvre l'accordéon diatonique par hasard en 1976, alors qu'il est étudiant à Rennes. Il achète un instrument dès le lendemain et apprend en autodidacte, pour faire rapidement ses débuts en fest-noz. L'année suivante, il franchit le Channel et côtoie de nombreux professionnels anglais durant son séjour dans le Lancashire. Il apprendre à jouer notamment auprès du musicien Pete Coe.
De retour en Bretagne, il anime ses premiers festoù-noz en solo ou en duo avec Gilles Derambure. À partir de 1981, il enseigne au « Conservatoire Régional de Musique et Danses Traditionnelles de Bretagne » à Ploemeur (qui deviendra Amzer Nevez) et à l’Ecole Nationale de Musique de Lorient de 1985 à 1988. Sa rencontre avec deux autres professeurs du Conservatoire, Youenn Le Bihan (bombarde et piston) et Patrice Quéré (violon), donne naissance au groupe Skolvan en 1984. Quinze ans de swing au sein d'un groupe des plus inventifs, le plus jazzy du milieu traditionnel. 
En 1991, il crée le groupe Cocktail Diatonique, avec Jacques Beauchamp, Ronan Robert et Patrick Lancien : un quatuor d’accordéonistes traditionnel-jazz affranchi des dogmes dont la démarche s'illustre en concert et dans un disque en compagnie de l'accordéoniste chromatique Richard Galliano.
An droug hirnez, son premier album solo, sort en 1997 chez Keltia Musique. Il y invite des musiciens reconnus, dont certains sont issus du jazz (Didier Squiban, Gildas Boclé et Bernard Le Dréau). En 1999 il quitte Skolvan pour se consacrer à de nouveaux projets : les duos avec Stéphane Morvan (flûte traversière) ou Fañch Landreau (ancien violoniste de Skolvan), les trios Chouk ! ou Perroches-Hayes-Brunet, le groupe de fest-noz Tîntal, le trio "jazzy" avec Thierry Moreau (violoncelle) ou Gildas Boclé (contrebasse) et Dominique Molard (percussions)... En 2000, il enregistre un nouvel album, Daou ha Daou, aux côtés de Fañch Landreau.
En 2000 et 2002, il effectue la direction artistique des deux premiers albums du groupe Spontus. En 2000, il fonde le groupe Jolie Vilaine qui met en musique des complaintes du pays Gallo avec la chanteuse Véronique Bourjot, Vincent Guérin (contrebasse), Jean-François Roger (percussions) et Erwan Bérenguer (guitare). Le groupe remporte la Bogue d'or en 2000 à Redon. Il met en place le concert « Les Chemins de l'Atlantique », réunissant 17 musiciens d'Irlande, du Québec et de Bretagne, dont Jean Baron et Christian Anneix, Manu Lann Huel, Nicolas Quéméner, Christian Lemaître, Josephine Marsh, Phil Callery, Bernard Simard, Normand Miron...
Pour le théâtre de marionnettes « Le Théâtre Bleu », il composition et improvise sur le spectacle L’œuf du dragon. En 2004, il participe au groupe Belen, réunissant des musiciennes écossaises, anglaises et bretonnes et au groupe La Godinette, qui a participé au renouveau de la culture bretonne, avec le célèbre couple de sonneurs Jean Baron et Christian Anneix. En 2005, il joue dans le trio Diamik (avec Brigitte Kloareg au chant, Gwenael Kivijer à l'accordéon chromatique et au chant). Un album sort en 2010).
Il participe à d'autres projets : Fiskal Bazar en 2006, Katharsis en 2007, réunissant musiciens, plasticiens, danseurs. En 2008 le groupe Cocktail Diatonique se reforme, avec Ronan Robert et Fañch Loric, et sort un nouvel album en 2010. 
Depuis 2013 il se produit régulièrement en fest-noz en duo avec Franck Fagon au saxophone.
Depuis 2016, il se produit en duo avec Ioana Lemoine au chant pour le spectacle "Adieu la ville de Lorient" ("chansons traditionnelles d'ici et d'ailleurs, d'aujourd'hui et de demain").
Musicien de scène, il se produit dans les nombreux fest-noz de Bretagne, de nombreuses fois au Festival interceltique de Lorient et dans toute l'Europe (Pays de Galles et Angleterre, Galice, Autriche, Portugal, Italie, Suisse, Suède, Norvège, Danemark, Belgique, Hollande, Allemagne, Québec, Catalogne, Etats-Unis, Corée...).

## Discographie

### Sous son nom
- 1997 : An droug hirnez (Keltia Musique)
- 2000 : Daou ha Daou - avec Fañch Landreau (Keltia Musique)
- 2008 : Eost (Cinq Planètes / L’Autre Distribution)

### Avec Cocktail Diatonique
- 1992 : Cocktail diatonique (Keltia Musique)
- 2010 : Boulkaoutchoukénouga (Coop Breizh)

### AvecSkolvan
- 1989 : Musique à danser (Adipho)
- 1991 : Kerz Ba'n' Dañs (Keltia Musique)
- 1994 : Swing & Tears (Keltia Musique) (Elu "meilleur album de l'année" au Portugal et en Angleterre)

### Autres participations
- 1982 : Anthologie des chants de marins (Chasse-Marée)
- 1988 : Dañs (Adipho)
- 1997 : Fest Noz Live (Keltia Musique)
- 2005 : Jardin d'amour - Jolie Vilaine (Galad /L’Autre Distribution)
- 2010 : A-fet-noz – Diamik (avec Brigitte Kloareg et Gwen Kivijer) "Bravo! Trad Mag"
- 2019 : C'est demain que nous partons – avec Ioana Lemoine (chant)